# Понте А Тиљијано (Прато)
Понте А Тиљијано је насеље у Италији у округу Прато, региону Тоскана.
Према процени из 2011. у насељу је живело 99 становника. Насеље се налази на надморској висини од 36 м.